# Odicardis
Odicardis es un género con dos especies de plantas de flores perteneciente a la familia Scrophulariaceae. 

## Especies seleccionadas
- Odicardis crista-galli
- Odicardis simensis

## Sinónimo
- Oligospermum

- Datos: Q9051734
- Especies: Odicardis